# Strenči (novads)
Strenči (łot.: Strenču novads) – jeden z łotewskich novadsów, funkcjonujący w latach 2009–2021.

## Historia
Novads powstało na terenach należących przed 2009 do rejonu Valka.
W skład novadsu wchodziły dwa miasta: Seda i Strenči oraz dwa pagastsy: Jērcēni i Plāņi. Jego stolicą zostało miasto Strenči.
Zlikwidowany w ramach reformy administracyjnej 30 czerwca 2021. Wszedł w całości w skład nowego novadsu Valmiera.